# Hebert Sánchez Polanco
Hebert Efraín Sánchez Polanco es un maestro, abogado y político mexicano, antiguo miembro del Partido Comunista Mexicano y del Partido Mexicano Socialista y posterior miembro del Partido de la Revolución Democrática. 
Nació en Tizimín, Yucatán, el 4 de marzo de 1945. Es profesor normalista, carrera que cursó en la Escuela Normal de Maestros Rodolfo Menéndez de la Peña en Mérida, Yucatán y licenciado en Derecho por la Universidad de Colima. Fue miembro de la Asociación Cultural Maestros de Oriente y del Círculo de Estudios y Reflexión, así como fundador y colaborador de la Revista Aula y el periódico El Vale. En 1984 ganó el primer lugar en el concurso de poesía de la Feria de Todos los Santos de Colima.
Fue candidato a ser diputado federal por el I Distrito Electoral Federal de Colima a la LI Legislatura del Congreso de la Unión de México por el Partido Comunista Mexicano, en la que perdió contra Agustín González Villalobos.
Fue diputado a la XLIX Legislatura del Congreso del Estado de Colima por el Partido Mexicano Socialista. Ha publicado diversos libros de poesía, tales como Instantes de fantasía (1963), Báculo y Recuento de un forastero agradecido. Es coordinador del Taller de Maestros Jubilados de la sección 6 del SNTE "Borrón y Cuenta Nueva".